# Avenue du Belvédère
Pour les articles homonymes, voir Belvédère.
L'avenue du Belvédère est une voie publique du Pré-Saint-Gervais et du 19e arrondissement de Paris, en France.

## Situation et accès
L'avenue du Belvédère se situe à la limite entre Paris et Le Pré-Saint-Gervais, à cheval sur l'est du 19e arrondissement de Paris et le sud du Pré-Saint-Gervais : elle est donc extérieure au boulevard périphérique. Elle débute à l'est sur le territoire du Pré-Saint-Gervais, au niveau de l'avenue Faidherbe, puis se dirige vers l'ouest ; 250 m plus loin, elle aboutit à la limite avec Paris, au niveau des avenues Jean-Jaurès (au Pré-Saint-Gervais) et René-Fonck (à Paris), qu'elle traverse. Elle passe alors sur le territoire parisien et décrit un arc de cercle de 150 m avant de revenir sur le territoire du Pré-Saint-Gervais. Elle finit son parcours suivant un trajet en cloche, la dirigeant initialement vers le nord puis vers le sud-ouest. Elle se termine à la limite parisienne, sur la rue Alexander-Fleming.
Les stations de métro les plus proches sont Mairie des Lilas (ligne 11), 300 m à l'est, Porte des Lilas (ligne 11), 500 m au sud, et Pré-Saint-Gervais (ligne 7 bis), 500 m à l'ouest.
La voie est numérotée d'est en ouest, les numéros pairs se situant à gauche lorsqu'on la remonte, les numéros impairs à droite. La numérotation est continue, même quand on change de commune : les nos 55 à 79 et 64 à 78 sont situés à Paris, tous les autres au Pré-Saint-Gervais.
D'ouest en est, l'avenue du Belvédère est rejointe ou traversée par les voies suivantes :
- avenue Faidherbe (Le Pré-Saint-Gervais) ;
- avenue Jean-Jaurès (Le Pré-Saint-Gervais) et avenue René-Fonck (Paris) ;
- rue Alexander-Fleming (Paris) ;
- avenue des Marronniers (Le Pré-Saint-Gervais) ;
- passage de la Mairie (Le Pré-Saint-Gervais) ;
- allée Albert-Thomas (Le Pré-Saint-Gervais) ;
- rue Alexander-Fleming (Paris).

## Origine du nom

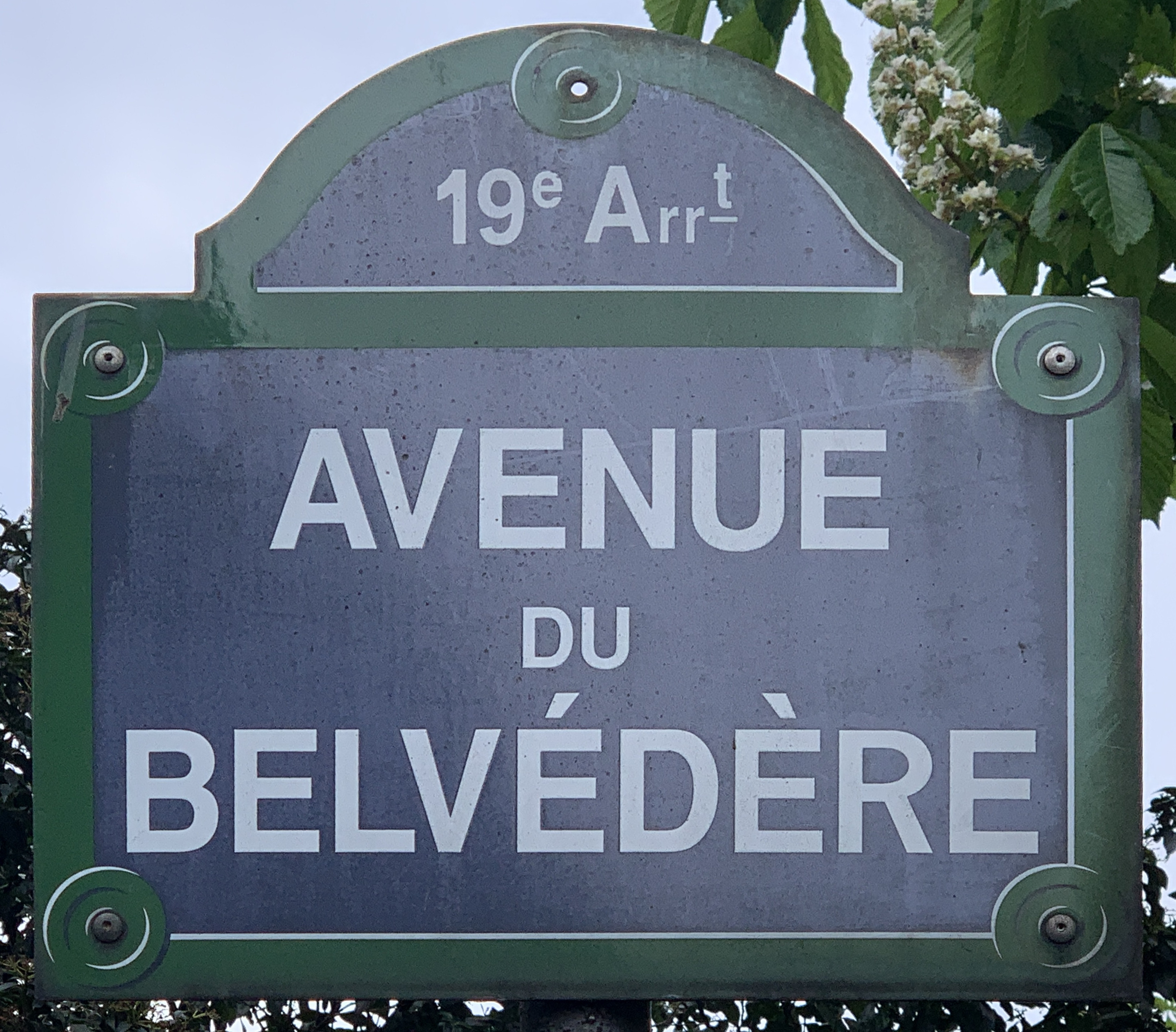
Plaque de l'avenue à Paris.
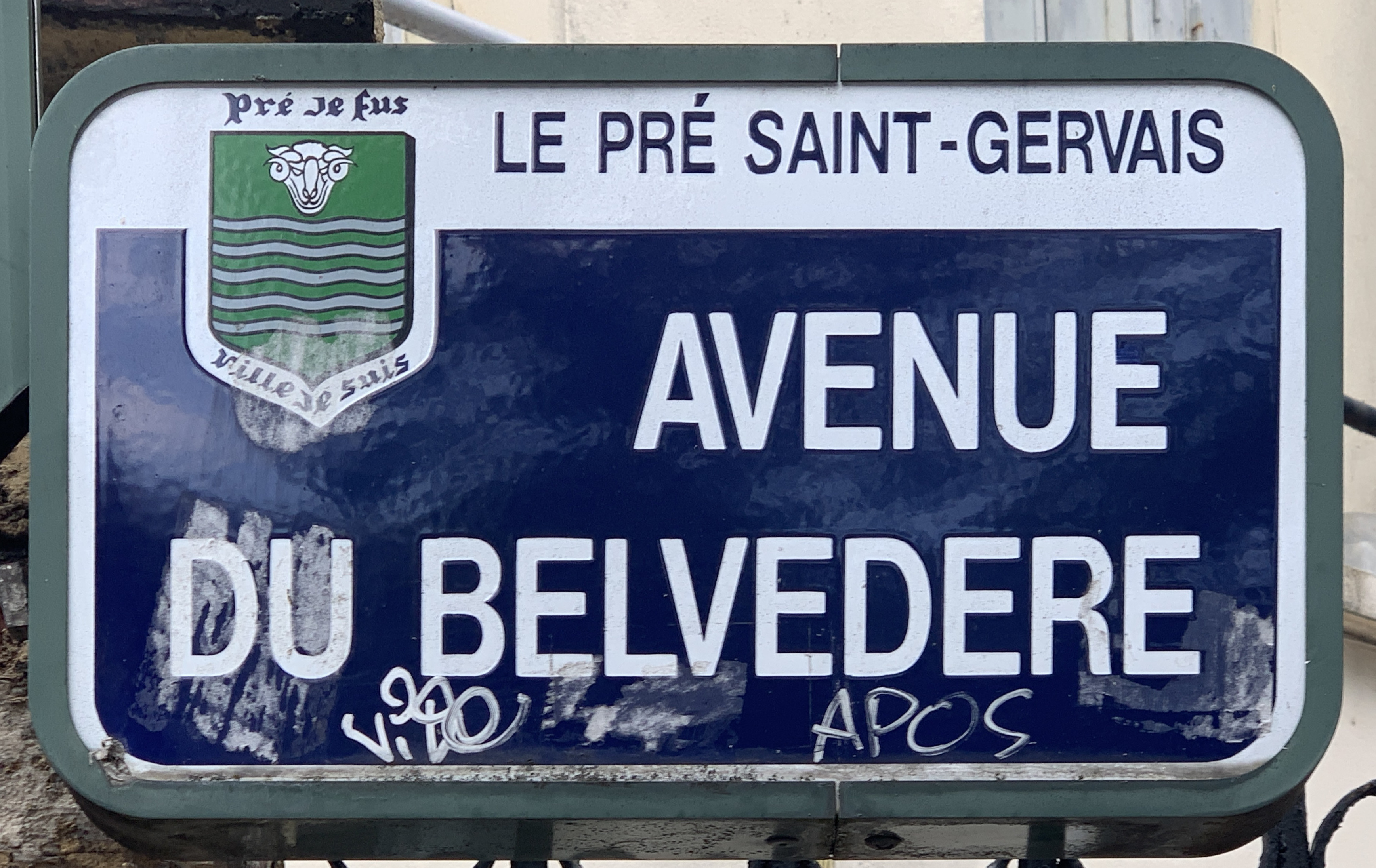
Plaque de l'avenue au Pré-Saint-Gervais.

Elle porte son nom en référence au nom du quartier, « le Belvédère », au Pré-Saint-Gervais.
Elle s'est appelée successivement: avenue des Lilas, avenue du Belvédère, avenue du Président-Wilson, probablement renommée après la première guerre mondiale, puis à nouveau avenue du Belvédère.

## Historique
L'avenue du Belvédère est à l'origine située intégralement sur le territoire du Pré-Saint-Gervais. Elle s'appelait alors avenue des Lilas.
Elle est annexée en partie par Paris en 1930. Il s'agit alors de l'avenue du Président-Wilson, chemin de grande communication no 34.
La voie est initialement nettement plus longue que son équivalent actuel, s'étendant au nord-ouest à peu près jusqu'à la porte de Pantin : la construction du boulevard périphérique bouleverse la partie parisienne. En 1966, toute la partie située à l'ouest de l'actuelle rue Sigmund-Freud est absorbée par le périphérique. En 1974, une partie restante en impasse, débouchant sur l'avenue de la Porte-Brunet et renommée « rue des Marchais », est supprimée.
La voie porte son nom depuis 1934.

## Bâtiments remarquables et lieux de mémoire
- Au débouché de l'avenue du Belvédère sur la rue Alexander-Fleming, contre le mur du boulevard Périphérique, se trouve le regard du Bernage, un ancien regard des eaux du Pré-Saint-Gervais[4].
- À l'angle de la rue André-Joineau et de la rue Alexander-Fleming, se trouve le bâtiment de l'ancienne chapelle Saint-Gervais-Saint-Protais, datant de 1825 et désaffectée en 1920[5],[6],[7].
- Tours des Marronniers[8]
- L'avenue du Belvédère fait partie des sujets de la série photographique 6 mètres avant Paris, réalisée en 1971 par Eustachy Kossakowski[9].